# Tyrrhenotragus
Tyrrhenotragus — вимерлий рід оленеподібних (Artiodactyla) ссавців з родини бикових (Bovidae), що мешкав у пізньому міоцені Італії. Він містить один вид, Tyrrhenotragus gracillimus. Скам'янілості належали до пізнього валлезійського та раннього турольського віку і були знайдені в Баччінелло, який на час свого існування був островом. T. gracillimus має ознаки, які вказують на острівну тварину, пристосовану до існування на острові.

## Опис
Тірренотраг був дуже дрібним видом антилоп. На додаток до малого розміру, він розвинув інші „острівн“ особливості, такі як постійно зростаючі гіпсодонтичні різці та вкорочені кінцівки. Такі риси також спостерігаються у Myotragus (козел Балеарських островів).